# 世羅グリーンパーク弘楽園
座標: 北緯34度37分9秒 東経132度57分24.6秒 / 北緯34.61917度 東経132.956833度
世羅グリーンパーク弘楽園（せらグリーンパークこうらくえん）は、広島県世羅郡世羅町に所在するサーキット。
釣り堀等の遊戯施設もある。

## 施設概要
営業時間
午前9:00～午後5:00まで。

## コース
- モトクロスコース　1700m
- カートコース　740m
- ジムカーナコース　100m×50m

## 交通アクセス
- 世羅IC
- 広島中央フライトロード大和南IC